# Molophilus luxuriosus
Molophilus luxuriosus är en tvåvingeart som beskrevs av Alexander 1938. Molophilus luxuriosus ingår i släktet Molophilus och familjen småharkrankar.
Artens utbredningsområde är Colombia. Inga underarter finns listade i Catalogue of Life.